# Les Ombres
Les Ombres est un ensemble de musique ancienne français spécialisé dans l'interprétation du répertoire baroque sur instruments anciens.

## Histoire
L’ensemble a été créé en 2008 par Sylvain Sartre et Margaux Blanchard dans le but de lier la recherche musicologique et l'interprétation. Il emprunte son nom à l'ouverture du Concert pour Louis XIII du manuscrit Philidor. En 2009, Les Ombres ont reçu le 2e prix du Concours International de Musique Ancienne « A Tre » de Trossingen avec un programme à trois réunissant Sylvain Sartre (flûte), Margaux Blanchard (viole de gambe) et Nadja Lesaulnier (clavecin).
La recherche, élément moteur de la démarche artistique de l'ensemble, a permis de mettre au jour des cantates françaises du temps de Louis XV qui étaient conservées à la Bibliothèque nationale de France à Paris. C'est dans le cadre du trentième anniversaire du festival d'Ambronay en septembre 2009 qu'ont été jouées pour la première fois des cantates d'André Cardinal Destouches et de Charles Hubert Gervais.
En 2010, l'ensemble se consacre à l'enregistrement d'un premier disque, Concert chez la Reine, pour le label Ambronay Editions et distribué par Harmonia Mundi. Ce disque, témoignage musical d'une période charnière pour le baroque français (la fin du règne de Louis XIV et le début du règne de Louis XV), met en avant deux compositeurs emblématiques de leurs époques : François Couperin et François Colin de Blamont. En 2011, l'ensemble est sélectionné par le REMA (réseau européen de musique ancienne) pour représenter la France au Rema Showcase 2011 à Porto. La même année, l'ensemble signe une résidence artistique de trois ans à l'Opéra de Saint-Étienne.
En 2012, l'ensemble enregistre pour Ambronay Editions l'intégrale des Nations de François Couperin. En 2014, Les Ombres rejoignent le label Mirare et signent une résidence de trois ans à l'Opéra Comédie de Montpellier. Cette même année, Les Ombres deviennent « artistes en résidence » à la Fondation Singer-Polignac et reçoivent le soutien de la Fondation Orange.
Les deux premiers enregistrements pour Mirare paraissent respectivement en septembre 2014 avec les Quatuors parisiens de Georg Philipp Telemann et en janvier 2015 avec Sémélé, rassemblant des œuvres de Haendel, Marais et Destouches.
C'est en 2015 que Les Ombres participent à leur première Folle journée de Nantes, puis sont invitées à la Folle journée au Japon. Cette même année a lieu la création de Baroque Fantastique, un spectacle rassemblant de la musique baroque et de la poésie du XXe siècle avec le comédien Guillaume Barbot.
En 2016, l'Opéra Comédie de Montpellier produit une nouvelle création, Step in!, réunissant l'ensemble Les Ombres et son chœur d'enfants Opéra Junior. Ce spectacle musical est mis en scène et chorégraphié par Olivier Collin et éclairé par Nathalie Perrier. Cette même année, Les Ombres produisent sur la scène de l'Opéra de Montpellier une version réduite de la comédie ballet Le Carnaval et la Folie avec Mélodie Ruvio et Marc Calahan.
En 2018, Les Ombres retrouvent Olivier Collin pour la création de la comédie musicale baroque HAPPY! avec la maîtrise de l'Institut de Recherche Vocale et d'Enseignement Musical Méditerranéen (IRVEM) à Canet-en-Roussillon. Cette même année, Les Ombres exhument la dernière tragédie du compositeur André Cardinal Destouches, Sémiramis, dans le cadre du Festival d'Ambronay.

## Résidences
En 2010, Les Ombres signent un partenariat avec le centre culturel de rencontre d'Ambronay et la Fondation du Château Mercier. Pour l'enregistrement du disque Concert chez la Reine, l'ensemble est en résidence artistique au château Mercier à Sierre (Suisse) et à Ambronay. Les Ombres sont en résidence "Jeunes Ensembles" au centre culturel de rencontre d'Ambronay en novembre 2010 pour la création d'un programme de concert autour des petits motets français.
En 2011, Les Ombres signent une résidence de trois ans avec l'Opéra de Saint-Étienne pour les saisons 2011/2012, 2012/2013 et 2013-2014.
En mai et décembre 2012, Les Ombres sont en résidence au château de Lunéville pour la création du programme Les Nations galantes avec Isabelle Druet.
De 2014 à 2017, Les Ombres étaient en résidence à l'Opéra Orchestre national Montpellier.
Depuis 2016, Les Ombres sont résidence au festival Les Nuits musicales d'Uzès. L'ensemble se produit chaque été dans le festival pour 2 à 4 concerts à Uzès et en Communauté de communes Pays d'Uzès.
Depuis 2015, l'ensemble est en résidence à la Fondation Singer-Polignac.

## Partenaires
Depuis 2019, la Caisse des Dépôts est le mécène principal des Ombres. Les Ombres reçoivent également le soutien de la DRAC et de la Région Occitanie / Pyrénées-Méditerranée. L'ensemble est membre de la FEVIS et du Profedim.

## Prix et distinctions
- 2009 : 2e prix du concours international de musique ancienne « A Tre » (Trossingen).
- 2010 : le disque Concert chez la reine (Ambronay Éditions) est récompensé de 4f ffff Télérama.

« Sous l'impulsion d'une gambiste et d'un flûtiste, cette demi-douzaine de virtuoses passionnés — mi-continuo, mi-orchestre de chambre — éclaire brillamment un « trou noir » du répertoire français, entre la mort de Lully et l'avènement de Rameau. [...] A en juger par l'éclat de ce premier enregistrement, ces ombres-là se feront vite une place au soleil. » (Gilles Macassar, Télérama)
- 2011 : représentant officiel du comité français du REMA (Réseau européen de musique ancienne) lors du REMA Showcase 2011 (Porto).
- 2011 : finaliste du York Early Music International Young Artists Competition 2011 (York).
- 2012 : le disque Les Nations (Ambronay Éditions) est le coup de cœur de l'émission Le Jardin des critiques sur France Musique.
- 2013 : le disque Les Nations (Ambronay Éditions) est récompensé d'un Choc de Classica, d'un Qobuzissime et d'un Supersonic Pizzicato.
- 2014 : le disque Quatuors parisiens (Mirare) est récompensé d'un Choc de Classica.
- 2020 : le disque Une nuit à Madrid (Mirare) est récompensé d'un FFFF Télérama
- 2021 : le disque Sémiramis - Destouches (CVS) est récompensé d'un Diamant de Opéra Magazine

## Spectacles
- 2009 : Sémélé, cantate d'André Cardinal Destouches
- 2009 : Circé, cantate de François Colin de Blamont
- 2009 : Célimène, cantate de Charles-Hubert Gervais
- 2010 : L'Apothéose de Lully, concert instrumental de François Couperin
- 2010 : Les Festes grecques et romaines, ballet en musique de François Colin de Blamont
- 2011 : Diligam te domine, petit motet de François Colin de Blamont
- 2011 : Attende anima æterna, petit motet de François Colin de Blamont
- 2012 : Le Carnaval et la Folie d'André Cardinal Destouches
- 2012 : Te Deum de François Colin de Blamont
- 2013 : La Fable du monde, spectacle jeune public autour des Fables de Jean de La Fontaine
- 2014 : Sémélé, concert chorégraphié autour du mythe de Sémélé à l'Opéra de Saint-Étienne
- 2014 : The Tempest, concert chorégraphié rassemblant les compositeurs Jean-Philippe Rameau et Henry Purcell à l'Opéra Orchestre national Montpellier
- 2015 : Baroque Fantastique, théâtre musical mêlant musique baroque (François Couperin, Marin Marais, Johannes Hieronymus Kapsberger) et poésie moderne (Jules Supervielle, Robert Desnos, Charles Baudelaire) à l'Opéra Orchestre national Montpellier
- 2016 : Step in!, spectacle musical chorégraphié produit par l'Opéra Comédie de Montpellier avec l'Opéra Junior
- 2018 : Deux Ombres errantes de Gérard Pesson
- 2018 : Leçons de ténèbres et Motets de François Couperin
- 2018 : Sémiramis, tragédie en 5 actes de André Cardinal Destouches sur un livret de Pierre-Charles Roy
- 2018 : HAPPY!, comédie musicale baroque avec la maîtrise de l'IRVEM
- 2020 : Une nuit à Madrid, quintettes de Boccherini
- 2021 : Ainsi la nuit, récital à la bougie avec Éva Zaïcik au Festival d'Ambronay
- 2021 : Grands motets de Charles-Hubert Gervais à la Chapelle royale de Versailles

## Discographie
- 2010 : Concert chez la Reine, CD Ambronay Éditions AMY 031 (contient la cantate Circé et le ballet en musique Les Festes grecques et romaines de François Colin de Blamont ainsi que le Concert en forme d'apothéose à la mémoire de l'incomparable M. de Lully de François Couperin)
- 2012 : François Couperin : Les Nations, CD Ambronay Éditions AMY 035
- 2014 : Telemann, Quatuors parisiens, CD Mirare MIR255
- 2015 : Sémélé, Haendel-Marais-Destouches, CD Mirare MIR260
- 2018 : Leçons de ténèbres et Motets, François Couperin, CD Mirare MIR358
- 2020 : Boccherini, Une nuit à Madrid, CD Mirare MIR524
- 2021 : Sémiramis, André Cardinal Destouches[1], CD Château de Versailles Spectacles
- 2022 : Violin concerto, Leclair, Vivaldi, Locatteli, avec Théotime Langlois de Swarte, CD Harmonia Mundi